# Richtlinie 2012/18/EU (Seveso-III-Richtlinie)

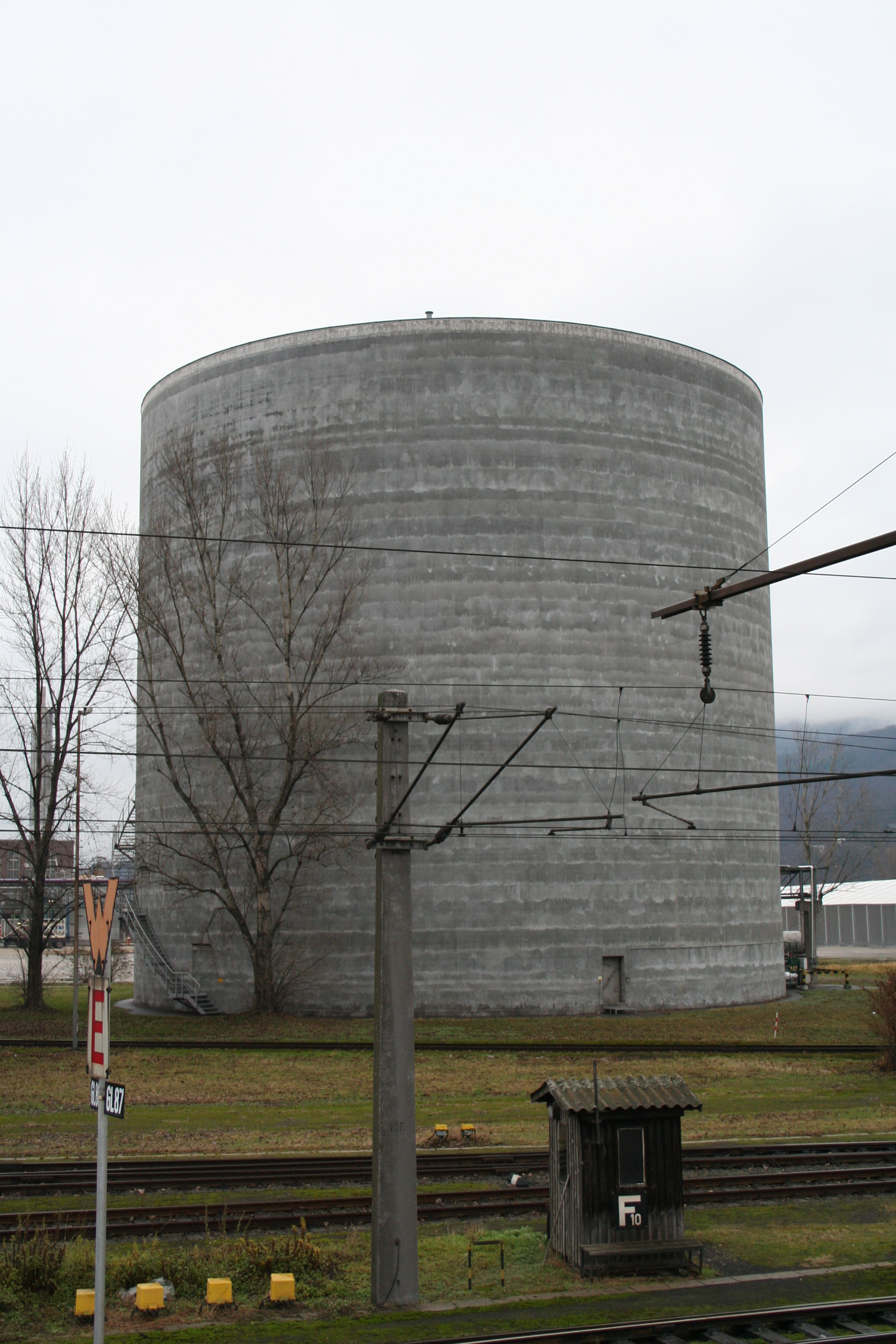
Ammoniaktank im Chemiepark Linz

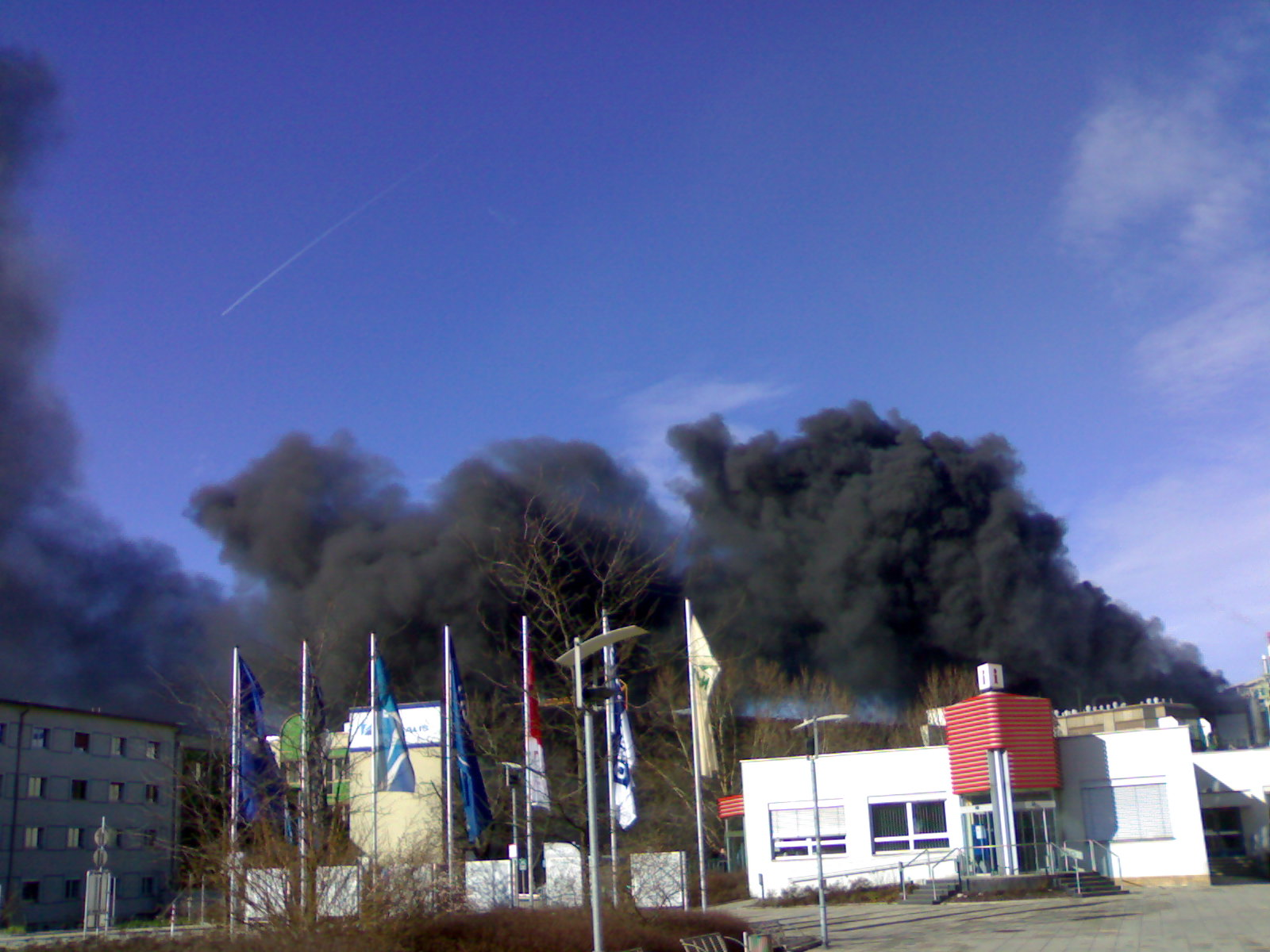
Brand mit starker Rauchentwicklung

Die Richtlinie 2012/18/EU des Europäischen Parlaments und des Rates vom 4. Juli 2012 zur Beherrschung der Gefahren schwerer Unfälle mit gefährlichen Stoffen, umgangssprachlich auch Seveso-III-Richtlinie oder Störfall-Richtlinie genannt, ist eine EG-Richtlinie zur Verhütung schwerer Betriebsunfälle mit gefährlichen Stoffen und zur Begrenzung der Unfallfolgen.
Sie wurde nach dem italienischen Ort Seveso benannt, wo sich 1976 ein folgenschwerer Industrieunfall ereignete, der als Sevesounglück bekannt wurde. Die Richtlinie Seveso-III trat am 13. August 2012 in Kraft und löste damit die Seveso-I-Richtlinie von 1982 und die Seveso-II-Richtlinie von 1997 ab. Sie musste bis zum 31. Mai 2015 in nationales Recht umgesetzt werden.

## Entstehung
Im Laufe der Industrialisierung Europas nahm der Gebrauch gefährlicher Stoffe immer mehr zu. In den 1970er Jahren kam es zu mehreren Großunfällen (Flixborough-Unglück 1974, Seveso 1976). Um das hohe Gefahrenpotential zu senken, erließ die EWG am 24. Juni 1982 die Richtlinie 82/501/EWG über die Gefahren schwerer Unfälle bei bestimmten Industrietätigkeiten (Seveso-I-Richtlinie).
Im Laufe der nächsten Jahre wurde eine Überarbeitung und Ausweitung dieser Richtlinie gefordert. Besonders aufgrund des Bhopalunglücks in Indien im Jahre 1984 hielt man eine strengere Umsetzung für angebracht. Schließlich wurde am 9. Dezember 1996 die Richtlinie 96/82/EG „zur Beherrschung der Gefahren bei schweren Unfällen mit gefährlichen Stoffen“ erlassen, die am 3. Februar 1997 in Kraft trat. Am 31. Dezember 2003 trat mit der Richtlinie 2003/105/EG eine Änderung der Seveso-II-Richtlinie in Kraft, die in erster Linie Korrekturen an der Liste an Stoffen und deren Mengenschwellen betraf. Diese Änderungen wurden u. a. durch die Explosion der Feuerwerksfabrik von Enschede beeinflusst. Mit der Seveso-III-Richtlinie sollte das
bestehende hohe Schutzniveau beibehalten beziehungsweise weiter erhöht werden.

## Inhalt
Die Seveso-III-Richtlinie enthält eine Liste an Stoffen, die als gefährlich eingestuft werden.
Betriebe, die gewisse Mengen solcher Stoffe lagern, müssen besondere Auflagen einhalten:
- Der Betrieb muss bei der Behörde gemeldet sein.
- Es müssen regelmäßig Sicherheitsberichte erstellt werden.
- Interne und externe Notfallpläne müssen existieren.
- Zu Wohngebieten und Naturschutzgebieten muss ein angemessener Sicherheitsabstand eingehalten werden.
- Die Sicherheitsmaßnahmen müssen veröffentlicht werden.
- Schwere Unfälle sind zu melden und entsprechende Maßnahmen zu ergreifen.
- Der Betrieb muss regelmäßig inspiziert werden.

In Abänderung der voraus gehenden Seveso-II-Richtlinie führt die Verordnung neue Gefahrenklassen und -kategorien ein, die nur teilweise denen der aufgehobenen Richtlinien entsprechen.
Die Seveso-III-Richtlinie passt das bestehende System an Änderungen am Unionssystem zur Einstufung von Stoffen und Gemischen an, auf das sich die Richtlinie bezieht.
Eine Reihe von Bestimmungen wurde präzisiert und aktualisiert, um das Schutzniveau weiter zu erhöhen, insbesondere was die Verhütung schwerer Unfälle betrifft.
Die Bestimmungen wurden wirksamer und effizienter gemacht, und – wo möglich – wurde unnötiger Verwaltungsaufwand durch Straffung oder Vereinfachung reduziert.

## Umsetzung
Die Umsetzung der Seveso-III-Richtlinie erfolgte in Deutschland insbesondere durch Änderungen des Bundes-Immissionsschutzgesetzes und der Störfall-Verordnung.
In Österreich waren alleine im Bereich des Bundesrechts folgende Gesetze anzupassen: die Gewerbeordnung 1994, das Mineralrohstoffgesetz, das Emissionsschutzgesetz für Kesselanlagen 2013, das Gaswirtschaftsgesetz, das Abfallwirtschaftsgesetz 2002, das Umweltinformationsgesetz sowie das Eisenbahngesetz 1957 und das Luftfahrtgesetz. Soweit die Umsetzung die Bereiche Raumplanung und Katastrophenschutz betrifft, sind die Länder zuständig.